# Gare de Saint-Michel – Notre-Dame
Saint-Michel – Notre-Dame – stacja kolejowa RER C oraz RER B zlokalizowana nad Sekwaną w centrum Paryża, obok katedry Notre-Dame.
Zapewnia dostęp do 4. okręgu, 5. okręgu oraz 6. okręgu Paryża.
Połączona jest ze stacją metra Saint-Michel (linia 4) oraz stacją metra Cluny – La Sorbonne (linia 10).